# Stara Wieś (Wzdół-Kolonia)
Stara Wieś – przysiółek wsi Wzdół-Kolonia w Polsce, położony w  województwie świętokrzyskim, w powiecie kieleckim, w gminie Bodzentyn.
W latach 1975–1998 przysiółek administracyjnie należał do województwa kieleckiego.
Przez wieś przebiega droga wojewódzka nr 751 z Suchedniowa do Ostrowca Świętokrzyskiego.

## Zabytki
- barokowy kościół pw. Wniebowzięcia NMP, wzniesiony w 1687 r.